# Welcome (Fort Minor)
Welcome è un singolo del gruppo musicale statunitense Fort Minor, pubblicato il 22 giugno 2015 dalla Machine Shop Recordings.

## Descrizione
Si tratta della prima pubblicazione dei Fort Minor a distanza di quasi dieci anni dall'uscita dell'album in studio The Rising Tied. Al riguardo, Mike Shinoda ha commentato: 
Una demo parziale è stata resa disponibile per l'ascolto il 16 agosto 2015 attraverso il canale YouTube dei Linkin Park, gruppo del quale Shinoda fa parte.

## Video musicale
Il videoclip, diretto da Jeff Nicholas e prodotto dall'Uprising Creative, è stato pubblicato il 22 giugno 2015. Esso è caratterizzato da una visuale a 360 gradi nella quale è possibile ruotare a proprio piacimento e per tutta la durata del video qualsiasi inquadratura.

## Tracce
Testi e musiche di Mike Shinoda.
Download digitale
1. Welcome – 3:33

12" (Stati Uniti)
- Lato A

1. Welcome (Explicit) – 3:33
2. Welcome (Clean) – 3:33

- Lato B

1. Welcome (Explicit) (Acapella) – 3:08
2. Welcome (Clean) (Acapella) – 3:08
3. Welcome (Instrumental) – 3:33

## Formazione
- Mike Shinoda – strumentazione, voce, produzione, missaggio
- Brian "Big Bass" Gardner – mastering

## Classifiche
Sebbene si tratti di un brano hip hop, Welcome ha debuttato alla 16ª posizione nella Hot Rock & Alternative Songs stilata dalla rivista statunitense Billboard, vendendo 17 000 copie digitali nella prima settimana.
| Classifica (2015)                | Posizione massima |
| -------------------------------- | ----------------- |
| Stati Uniti (rock & alternative) | 16                |